# Lochmorhynchus griseus
Lochmorhynchus griseus là một loài ruồi trong họ Asilidae. Lochmorhynchus griseus được Guérin-Méneville miêu tả năm 1831.